# Montevideo
Montevideo (nome completo: San Felipe y Santiago de Montevideo, in italiano San Filippo e San Giacomo di Montevideo) è la capitale, il porto principale e la città più popolosa dell'Uruguay.
Situata nella parte meridionale del paese, si affaccia sulla riva settentrionale del Río de la Plata ed è la capitale situata più a sud di tutta l'America, precisamente a 34°54'21.06" di latitudine sud e 56°11'29.04" di longitudine ovest. Infatti la vicina capitale argentina, Buenos Aires, sulla sponda opposta del Rio de la Plata, si trova su di un parallelo situato solo 30 km più a nord di quello della capitale uruguaiana. La città si sviluppa tutta sulla sponda destra del fiume Santa Lucia.
È anche la capitale del dipartimento di Montevideo, il più piccolo dei diciannove dipartimenti in cui si suddivide il paese. Considerando la sua area metropolitana, nel 2009 Montevideo raggiungeva 1 973 380 abitanti, corrispondenti al 58,8% del totale nazionale della popolazione.
Nell'area dell'America meridionale, la città di Montevideo occupa il primo posto nella classifica delle città con una maggiore qualità della vita. Montevideo è inoltre la sede amministrativa del Mercosur e ha ospitato il primo campionato mondiale di calcio nel 1930.

## Etimologia
Esistono almeno quattro spiegazioni in merito all'origine del nome della città:
- Monte vide eu: Montevideo deriverebbe dall'espressione portoghese Monte vide eu (Io vedo un monte); tale frase sarebbe stata pronunciata alla vista del Cerro de Montevideo da uno dei marinai partecipanti alla spedizione di Ferdinando Magellano. Questa ipotesi è però stata più volte scartata poiché la frase monte vide eu si tratta di un insieme di parole in dialetti differenti, quindi poco probabile.
- Monte-VI-D-E-O: in base a questa spiegazione, invece, il nome della città sarebbe una sorta di acronimo presente su una mappa spagnola che segnalava la collocazione geografica del luogo (Monte VI De Este a Oeste, cioè "Il sesto monte da est ad ovest").
- Monte Vidi: questa ipotesi deriva da un appunto scritto nel diario di uno dei membri della spedizione di Magellano. "Il martedì del detto mese siamo stati sullo stretto di Capo Santa Maria da dove la costa corre da est ad ovest, e il terreno è sabbioso, e alla destra della montagna vi è una montagna simile ad un cappello al quale abbiamo dato il nome di Monte Vidi."
- Monte Ovidio: questa ipotesi trae origine da quella precedente, infatti il monte a forma di cappello, chiamato Monte Vidi, sempre nello stesso diario viene definito "ora chiamato Monte Santo Vidio". Sant'Ovidio (o Audito) è un santo particolarmente venerato nella città portoghese di Braga e proprio i portoghesi ebbero in possesso la zona di Montevideo prima della fondazione della città.

## Geografia fisica

### Territorio
Montevideo sorge sulla sponda settentrionale del Río de la Plata, a 230 km a sud-est in linea d'aria da Buenos Aires, capitale dell'Argentina. Montevideo confina a nord e ad est con il dipartimento di Canelones e ad ovest, lungo il fiume Santa Lucia con il dipartimento di San José.
La città si affaccia sulla baia omonima, uno dei più grandi porti naturali di tutto il Cono Sud. All'interno del territorio di Montevideo si stagliano due alture principali: il cerro de la Victoria e il cerro de Montevideo. Su quest'ultima collina sorge una fortezza d'epoca coloniale alla quale fu aggiunto successivamente un faro.

### Clima
Montevideo ha un clima temperato umido, con inverni ventosi e prevalentemente nuvolosi, ed estati calde e umide, con venti quasi assenti, la temperatura media è di 16 °C. Le nevicate sono eventi rarissimi, l'ultima volta che nevicò a Montevideo fu il 13 luglio del 1930, in occasione della partita inaugurale della coppa del mondo di calcio di quell'anno.
| Parametri climatici di Montevideo Stazione meteorologica del Prado Periodo 1961-1990 | Parametri climatici di Montevideo Stazione meteorologica del Prado Periodo 1961-1990 | Parametri climatici di Montevideo Stazione meteorologica del Prado Periodo 1961-1990 | Parametri climatici di Montevideo Stazione meteorologica del Prado Periodo 1961-1990 | Parametri climatici di Montevideo Stazione meteorologica del Prado Periodo 1961-1990 | Parametri climatici di Montevideo Stazione meteorologica del Prado Periodo 1961-1990 | Parametri climatici di Montevideo Stazione meteorologica del Prado Periodo 1961-1990 | Parametri climatici di Montevideo Stazione meteorologica del Prado Periodo 1961-1990 | Parametri climatici di Montevideo Stazione meteorologica del Prado Periodo 1961-1990 | Parametri climatici di Montevideo Stazione meteorologica del Prado Periodo 1961-1990 | Parametri climatici di Montevideo Stazione meteorologica del Prado Periodo 1961-1990 | Parametri climatici di Montevideo Stazione meteorologica del Prado Periodo 1961-1990 | Parametri climatici di Montevideo Stazione meteorologica del Prado Periodo 1961-1990 | Parametri climatici di Montevideo Stazione meteorologica del Prado Periodo 1961-1990 |
| Mese                                                                                 | Gen                                                                                  | Feb                                                                                  | Mar                                                                                  | Apr                                                                                  | Mag                                                                                  | Giu                                                                                  | Lug                                                                                  | Ago                                                                                  | Set                                                                                  | Ott                                                                                  | Nov                                                                                  | Dic                                                                                  | Anno                                                                                 |
| ------------------------------------------------------------------------------------ | ------------------------------------------------------------------------------------ | ------------------------------------------------------------------------------------ | ------------------------------------------------------------------------------------ | ------------------------------------------------------------------------------------ | ------------------------------------------------------------------------------------ | ------------------------------------------------------------------------------------ | ------------------------------------------------------------------------------------ | ------------------------------------------------------------------------------------ | ------------------------------------------------------------------------------------ | ------------------------------------------------------------------------------------ | ------------------------------------------------------------------------------------ | ------------------------------------------------------------------------------------ | ------------------------------------------------------------------------------------ |
| Temperatura media (°C)                                                               | 23,0                                                                                 | 22,5                                                                                 | 20,6                                                                                 | 17,2                                                                                 | 14,0                                                                                 | 11,1                                                                                 | 10,9                                                                                 | 11,7                                                                                 | 13,4                                                                                 | 16,0                                                                                 | 18,6                                                                                 | 21,3                                                                                 | 16,7                                                                                 |
| Temperatura massima media (°C)                                                       | 28,4                                                                                 | 27,5                                                                                 | 25,5                                                                                 | 22,0                                                                                 | 18,6                                                                                 | 15,1                                                                                 | 15,0                                                                                 | 16,2                                                                                 | 18,0                                                                                 | 20,5                                                                                 | 23,7                                                                                 | 26,5                                                                                 | 21,4                                                                                 |
| Temperatura minima media (°C)                                                        | 18,0                                                                                 | 17,9                                                                                 | 16,2                                                                                 | 12,9                                                                                 | 10,2                                                                                 | 7,7                                                                                  | 7,2                                                                                  | 7,8                                                                                  | 9,1                                                                                  | 11,5                                                                                 | 14,2                                                                                 | 16,3                                                                                 | 12,4                                                                                 |
| Umidità relativa (%)                                                                 | 68                                                                                   | 69                                                                                   | 73                                                                                   | 75                                                                                   | 78                                                                                   | 82                                                                                   | 80                                                                                   | 88                                                                                   | 77                                                                                   | 74                                                                                   | 71                                                                                   | 67                                                                                   | 74                                                                                   |
| Pressione atmosferica (hPa)                                                          | 1010,8                                                                               | 1012,3                                                                               | 1013,8                                                                               | 1015,4                                                                               | 1016,5                                                                               | 1017,1                                                                               | 1018,6                                                                               | 1017,8                                                                               | 1017,9                                                                               | 1015,5                                                                               | 1013,2                                                                               | 1011,4                                                                               | 1015                                                                                 |
| Velocità del vento (in orizzontale) (m/s)                                            | 4,0                                                                                  | 3,8                                                                                  | 3,6                                                                                  | 3,3                                                                                  | 3,3                                                                                  | 3,4                                                                                  | 3,5                                                                                  | 3,6                                                                                  | 3,9                                                                                  | 4,2                                                                                  | 3,9                                                                                  | 4,0                                                                                  | 3,7                                                                                  |
| Precipitazioni (mm)                                                                  | 87                                                                                   | 101                                                                                  | 105                                                                                  | 86                                                                                   | 89                                                                                   | 83                                                                                   | 86                                                                                   | 88                                                                                   | 94                                                                                   | 109                                                                                  | 89                                                                                   | 84                                                                                   | 1101                                                                                 |
| Giorni di pioggia (≥ 1 mm)                                                           | 6                                                                                    | 7                                                                                    | 6                                                                                    | 6                                                                                    | 6                                                                                    | 7                                                                                    | 7                                                                                    | 6                                                                                    | 6                                                                                    | 7                                                                                    | 7                                                                                    | 6                                                                                    | 77                                                                                   |

## Storia

### Le origini

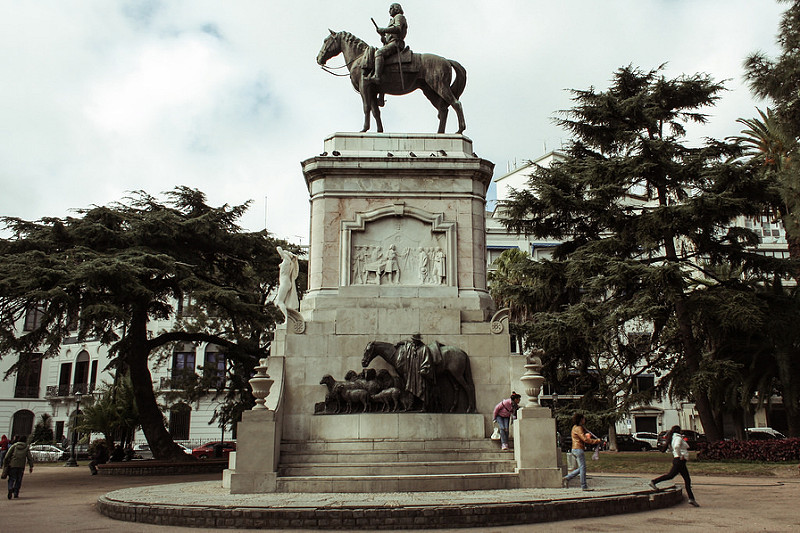
Monumento a Bruno Mauricio de Zabala

Tra il 1680 e il 1683, al fine di contestare la sovranità spagnola sulla regione, i colonizzatori portoghesi provenienti dal Brasile crearono lungo la costa del Rio de la Plata un insediamento chiamato Nova Colonia do Sacramento. Dal canto loro, gli spagnoli non fecero nulla per riaffermare il loro dominio sino al 1723, quando incominciarono a fortificare le alture che circondavano la baia di Montevideo costringendo i portoghesi alla ritirata. Fu così che una spedizione spagnola proveniente da Buenos Aires e organizzata dal governatore Bruno Mauricio de Zabala fondò la città dandole il nome di San Felipe y Santiago de Montevideo (nome che sarebbe poi stato abbreviato in Montevideo). In breve tempo divenne una delle più importanti città della regione del Rio de la Plata, tanto importante da competere già da allora con Buenos Aires. Nel 1776 Montevideo divenne sede di comando navale la cui autorità spaziava dalla costa argentina, l'isola di Fernando Po e le Malvine.

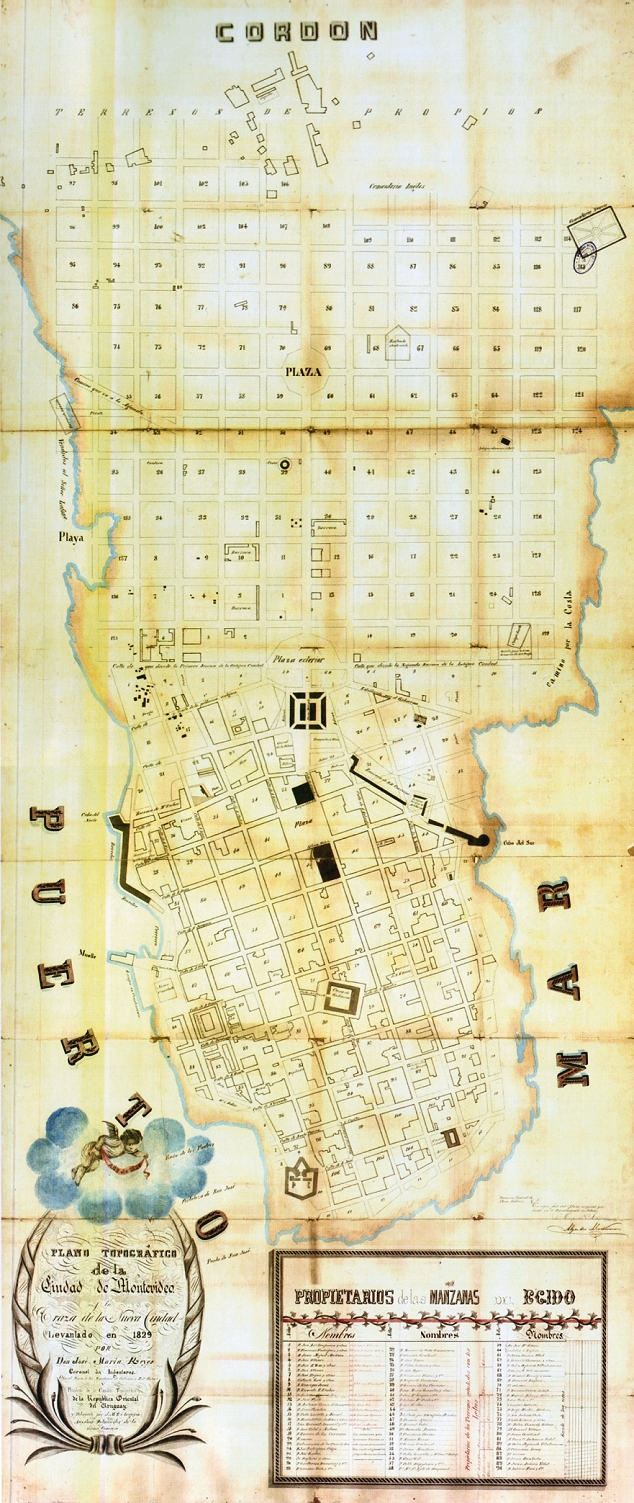
Mappa di Montevideo del 1829

Il 3 febbraio 1807 venne presa d'assalto da un corpo di spedizione britannico, guidato da Samuel Auchmuty, che, attraverso una breccia aperta dall'artiglieria tra le mura, riuscì a conquistare ed occupare la città. Quando la stessa spedizione proseguì su Buenos Aires, qui venne fermata e costretta a negoziare la restituzione di tutte le piazzeforti occupate, inclusa Montevideo. Nel 1809 iniziò la costruzione della fortezza del Cerro, posta sulla sponda opposta della baia. Gli spagnoli furono espulsi nel 1814 e, due anni dopo, i portoghesi occuparono i territori dell'attuale Uruguay. Nel 1821 i territori occupati vennero annessi al Brasile ma, nel 1825, gli uomini del generale Juan Antonio Lavalleja, i Trentatré Orientali, liberarono l'Uruguay dal dominio brasiliano e tre anni dopo Montevideo divenne ufficialmente capitale della Repubblica Orientale dell'Uruguay.

### Capitale dell'Uruguay indipendente

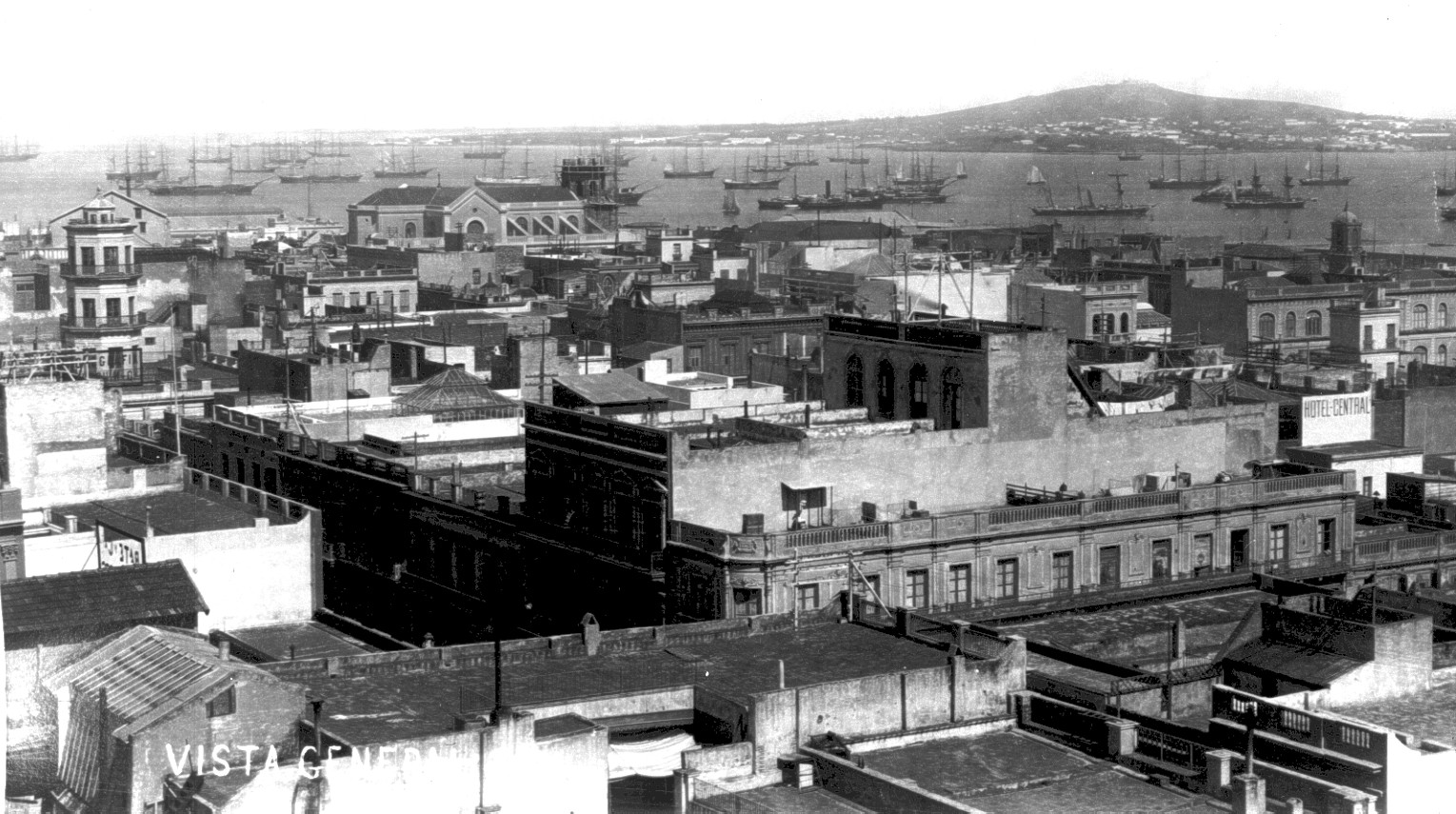
Veduta di Montevideo del 1865, sullo sfondo la baia e il Cerro

Così nel 1829 le antiche fortificazioni che cingevano la città vennero demolite e nuovi quartieri residenziali che s'innalzarono in quel periodo andarono a costituire la Ciudad Nueva. Nel 1840 giunse a Montevideo proveniente dalla Repubblica Riograndense Giuseppe Garibaldi. Dopo un iniziale impiego come insegnante di storia, il futuro Eroe dei Due Mondi venne nominato dalle autorità cittadine comandante, con il grado di colonnello, della marina militare. Tra il febbraio 1843 e l'ottobre 1851 Montevideo, tenuta dai Colorados, venne assediata dalle forze fedeli a Manuel Oribe, appoggiate dall'argentino Juan Manuel de Rosas nel corso della guerra civile uruguaiana. Tuttavia, grazie all'appoggio di alcuni contingenti di volontari, come quello francese o quello italiano, dopo nove anni di scontri gli assediati sconfissero Oribe. Terminate le ostilità, Montevideo riprese a svilupparsi e, nel 1853, venne inaugurato il sistema d'illuminazione pubblica a gas e aperto un servizio di diligenze per alcuni centri limitrofi. Il teatro Solis venne inaugurato nel 1856 mentre, dieci anni dopo, fu completata la linea telegrafica per Buenos Aires. Nel 1867 furono completati il Palazzo delle Poste e il Monumento alla Pace. L'anno seguente aprì i battenti una compagnia di Omnibus a cavallo che, con una serie di linee, garantì il trasporto pubblico per i sobborghi di Union, Capurro e Villa del Cerro. Nel 1869 venne aperta la linea ferroviaria per Las Piedras, fu la prima in Uruguay. Negli anni seguenti si completarono altre importanti opere pubbliche, come il sistema idrico pubblico, il Boulevard Artigas e la fondazione dei sobborghi di Nuevo Paris, Colon e La Commercial. Dall'inizio del XIX secolo fino all'inizio del XX la città, che rappresentava un buon punto dal quale controllare i commerci di Argentina e Brasile, subì pesantemente l'influenza britannica. Tra il 1860 e il 1911, i britannici costruirono una ferrovia per collegare la città alle campagne circostanti.

### Il XX secolo
Nei primi anni del Novecento arrivarono a Montevideo migliaia di immigrati, soprattutto italiani e spagnoli, che, nel giro di pochi anni andarono ad aumentare del 30% la popolazione urbana. Durante la seconda guerra mondiale, si ebbe un famoso incidente che coinvolse l'incrociatore pesante tedesco Admiral Graf Spee. Infatti, dopo avere affrontato la marina britannica nella battaglia del Río de la Plata il 13 dicembre del 1939, la Admiral Graf Spee si ritirò nel porto di Montevideo. Per evitare di coinvolgere l'equipaggio in una battaglia persa in partenza, il capitano Hans Langsdorff decise di far affondare la nave il 17 dicembre.
A partire dagli anni 1950, con l'economia nazionale in stagnazione, Montevideo iniziò ad accusare un lento ed inarrestabile declino. Cominciarono infatti in quegli anni ad affluire dall'interno famiglie povere in cerca di lavoro e migliori condizioni di vita. La politica cittadina non fu in grado di gestire il fenomeno e così questi nuovi migranti finirono presto ai margini della società. Nacquero allora ai margini del tessuto urbano insediamenti abitativi spontanei privi di ogni sorta di servizio. A peggiorare ulteriormente la situazione generale contribuirono, a partire dal 1968 il sorgere di tensioni socio-economiche, con duri conflitti a livello sindacale, agitazioni studentesche, episodi di guerriglia organizzata (Tupamaros), involuzione autoritaria e repressiva da parte del governo, abusi da parte di polizia ed esercito. L'instaurazione della dittatura civico-militare nel 1973 precipitò il paese in un clima di violenza e repressione di ogni libertà che spinse migliaia di suoi abitanti a lasciare il paese. La democrazia venne ristabilita nel 1985.
Agli albori del XXI secolo il sistema economico cittadino venne duramente colpito dalla crisi bancaria del 2002. Nonostante le difficoltà, nel giro di pochi anni la tendenza negativa dell'economia venne annullata e da allora è in costante ed ininterrotta crescita. Simbolo di questa felice ripresa sono gli indicatori sulla qualità della vita, Montevideo è la città dell'America Latina che vanta quella più alta.

## Monumenti e luoghi d'interesse
Il profilo artistico ed architettonico di Montevideo è caratterizzato dalla coesistenza di vari edifici e monumenti realizzati tra il XIX ed il XXI secolo secondo i canoni stilistici che caratterizzarono tali decenni. I principali monumenti cittadini, come il Palazzo legislativo di Montevideo, il Palazzo Salvo, la Cattedrale metropolitana di Montevideo, l'Edificio della Direzione Doganale Nazionale, la Casa Vaeza, il Palazzo delle Poste ed il Palazzo Estévez furono infatti costruiti secondo i vari stili architettonici importati agli architetti europei tra la fine dell'800 e i primi tre decenni del secolo successivo. Nella città ci sono anche edifici in stile déco come il Palazzo Díaz. Sono presenti anche alcuni brillanti esempi di architettura postmodernista, come la torre Antel ed il World Trade Center Montevideo, che hanno contribuito a rinnovare ed ammodernare il panorama urbano della città agli inizi del nuovo millennio.
All'interno della città vecchia di Montevideo (Ciudad Vieja) sono concentrati la maggioranza dei monumenti e degli edifici storici cittadini. Tra essi spiccano la neoclassica Cattedrale metropolitana di Montevideo, il Cabildo coloniale, il Palacio Taranco e la Casa di Garibaldi. Il confine est della Ciudad Vieja è segnato dalla plaza Independencia, la più importante tra le piazze della capitale uruguaiana. Al centro di essa di staglia il mausoleo di Artigas, mentre tra gli edifici ed i monumenti che vi si affacciano spiccano il teatro Solís, il Palazzo Estévez, la porta della Cittadella e la torre Ejecutiva.
Sul lungomare, nel quartiere di Carrasco, si trova invece il celebre Hotel Carrasco, di architettura eclettica.

## Cultura

### Istruzione

#### Biblioteche
A Montevideo ha sede la Biblioteca Nazionale dell'Uruguay, la più antica e grande di tutto il paese sudamericano, fondata da Dámaso Antonio Larrañaga per volontà di Artigas nel 1816.

#### Università
L'Università della Repubblica, fondata nel 1849, è la più grande e importante di tutto l'Uruguay. È suddivisa in quattordici facoltà e contava nel 2007 oltre 109 000 studenti.
Nell'ambito dell'istruzione privata spicca l'Università di Montevideo, istituzione privata cattolica, inaugurata nel 1986 e con status di istituto universitario dal 1997.

#### Musei

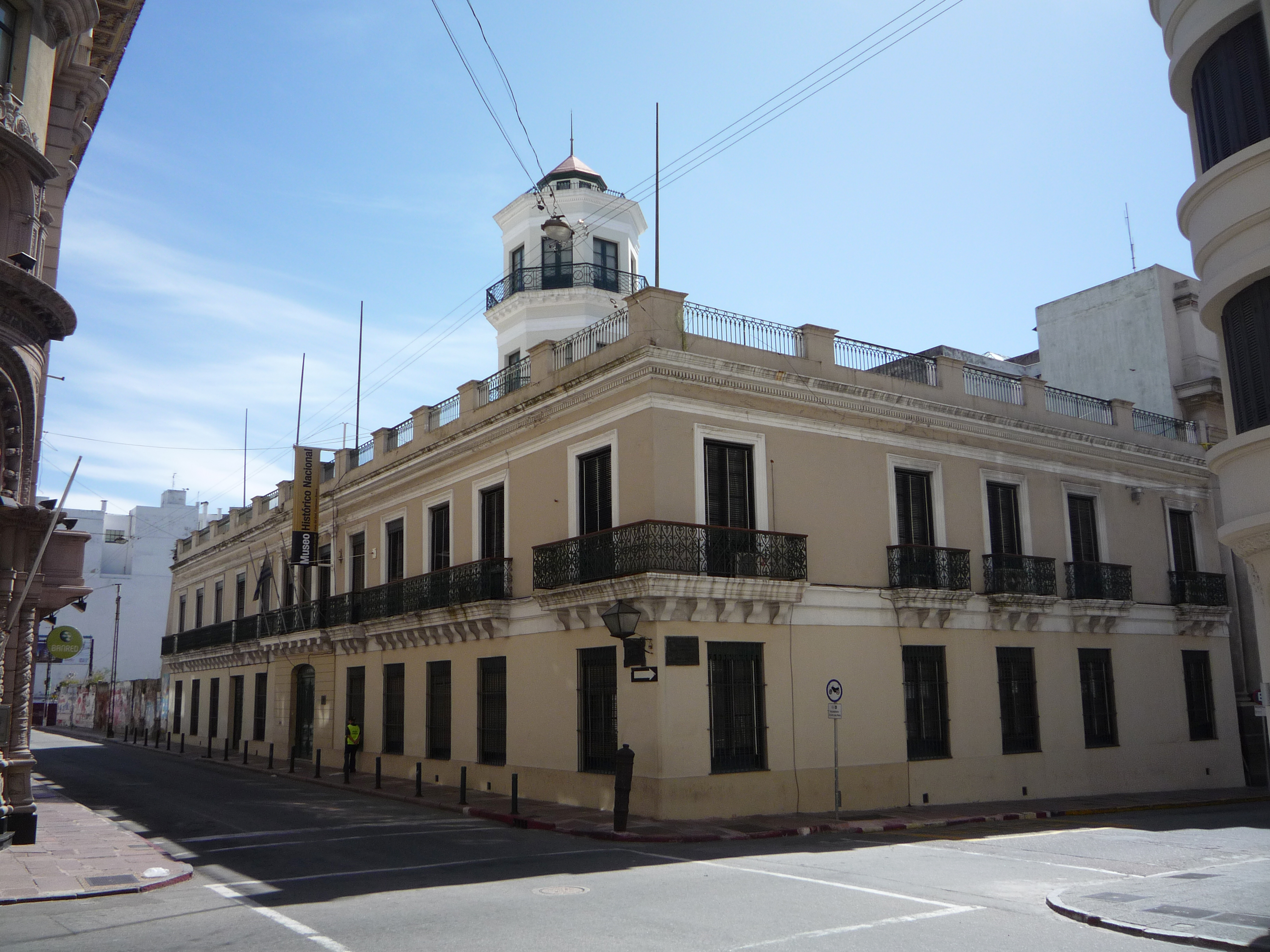
Museo Storico Nazionale

Montevideo propone una vasta offerta museale che spazia dalle tematiche storiche, a quelle artistiche, folcloristiche e scientifiche. La maggioranza dei musei è concentrata nella città vecchia, come il Museo del Carnevale, il Museo Storico Nazionale (all'interno del quale è inclusa la casa di Garibaldi), il Museo di Arti Decorative situato nel Palazzo Taranco, il Museo Gurvich, il Museo Figari, il Museo Andes 1972 dedicato al disastro aereo delle Ande, il Museo delle Immigrazioni de il Museo Torres García. Nella zona del Centro si trova il Museo della Casa del Governo, il Museo d'Arte Contemporanea, il Museo Militare, il Museo dell'Azulejo ed il Museo di Storia dell'Arte.
Nel barrio di Paso de las Duranas sorge il Museo della Memoria, dedicato alle vittime della dittatura militare uruguaiana. All'interno dello stadio Centenario, nel quartiere di Parque Battle, si trova il Museo del Calcio che custodisce all'interno i cimeli ed i trofei della nazionale di calcio uruguaiana.

### Media
A Montevideo hanno sede i principali quotidiani e settimanali uruguaiani come El País, El Día, La República, La Diaria e Brecha. Sono presenti anche una quarantina di radio e diverse emettenti televisive nazionali.

### Arte

#### Eventi
Montevideo, in quanto capitale del paese, ospita numerosi eventi artistici e culturali. Il principale è un carnevale del tutto particolare, sentitissimo e partecipato, introdotto in città dalla comunità africana nella prima metà del XIX secolo. Caratteristica del carnevale di Montevideo sono le sfilate in costume dette llamadas ballate sulle note del candomblé, la musica afro-brasiliana.

#### Letteratura
Nel maggio 1816, grazie alla donazione di Padre José Manuel Pérez Castellano fu aperta la prima biblioteca pubblica del paese, arricchita l'anno seguente grazie agli apporti di Padre Dámaso Antonio Larrañaga e di José Raimundo Guerra. Nel 1938 l'istituzione cambiò nome in Biblioteca Nazionale dell'Uruguay. L'attuale sede fu ufficialmente inaugurata nel 1964.
Montevideo è da sempre il polo attrattivo ed il principale centro della letteratura uruguaiana. E sebbene alcuni importanti scrittori dell'Uruguay, come Horacio Quiroga o Mario Benedetti, non fossero nativi della città, Montevideo vantava già dal XIX secolo il monopolio culturale nel paese. Nella prima metà del XX secolo la comunità letteraria cittadina annoverava tra le sue file personaggi come José Enrique Rodó, Carlos Vaz Ferreira, Julio Herrera y Reissig, Delmira Agustini e Felisberto Hernández. Nella seconda metà del '900 invece il mondo letterario di Montevideo fu rappresentato dagli scrittori Juan Carlos Onetti, Antonio Larreta, Eduardo Galeano, Marosa di Giorgio e Cristina Peri Rossi.

#### Musica
A Montevideo, così come nelle altre grandi città della regione del Plata, il genere musicale tradizionale e tuttora apprezzato è il tango assieme a milonga, vals criollo. Alcune celebri musiche di tango, come ad esempio La cumparsita o El tango supremo, sono state composte da artisti locali come Gerardo Matos Rodríguez, Rosita Melo, e Pintín Castellanos. Tipicamente montevideani sono invece il candomblé e la murga. 
Montevideani sono i due grandi cantautori Alfredo Zitarrosa (1936-1989) e Daniel Viglietti (1939-2017).

## Società

### Religione

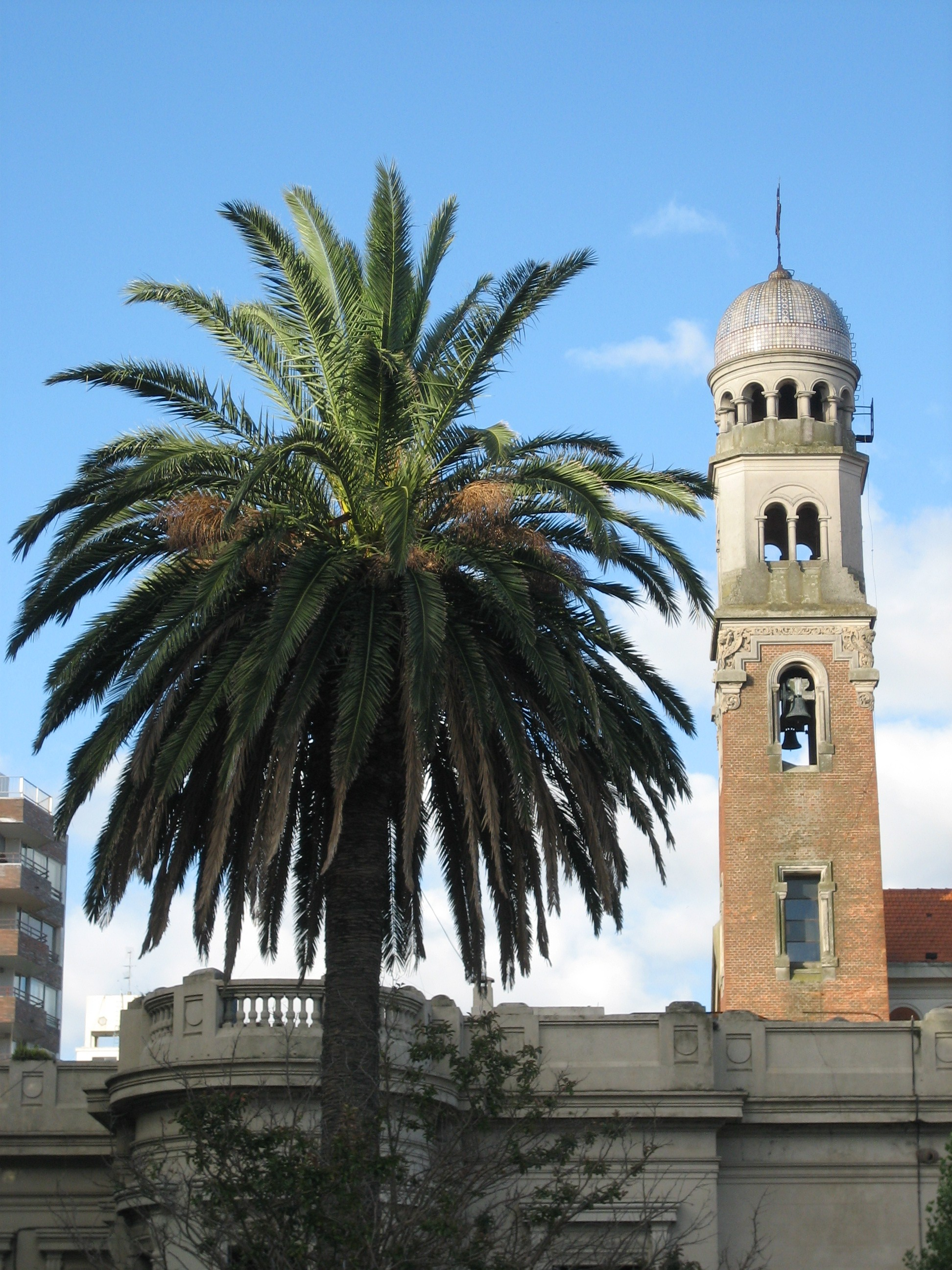
Campanile a Montevideo

La città è sede dell'omonima arcidiocesi. Nel 1830 Montevideo divenne sede di un vicariato apostolico elevato al rango di diocesi il 13 luglio 1878. Il 14 aprile 1897 Papa Leone XII proclamò la diocesi montevideana arcidiocesi metropolitana. L'arcidiocesi di Montevideo è sede delle diocesi suffraganee di Canelones, Florida, Maldonado–Punta del Este-Minas, Melo, Mercedes, Salto, San José de Mayo, Tacuarembó. In quanto unica arcidiocesi del paese, l'arcivescovo di Montevideo è anche primate della chiesa cattolica in Uruguay.
Altri culti che sono praticati nella capitale uruguaiana sono l'ebraismo, il protestantesimo e l'umbanda. Una parte della popolazione si proclama atea o agnostica.

## Geografia antropica

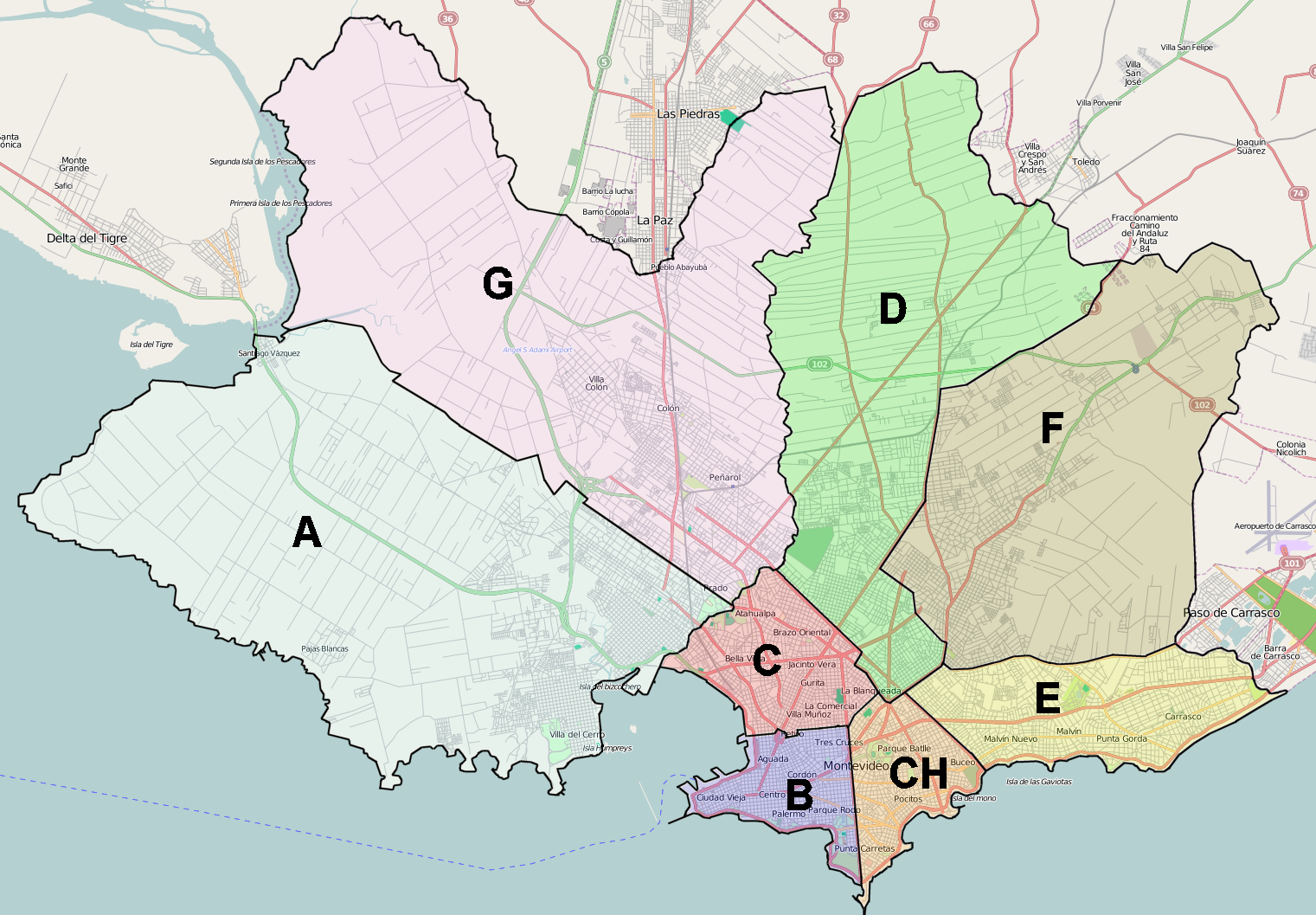
I municipi del Dipartimento di Montevideo

### Suddivisioni amministrative
Il territorio della città è diviso in otto municipios, governati ciascuno da un sindaco democraticamente eletto. Inoltre Montevideo è ulteriormente suddivisa in sessantadue quartieri (barrios). Alcuni di essi in origine sorsero come insediamenti separati dalla città, come Villa del Cerro, Unión, Sayago, Ituzaingó e Pocitos, ma con l'espansione della capitale durante il XX secolo vennero progressivamente assorbiti all'interno del tessuto urbano.
- Municipio A: Villa del Cerro, Casabó, Pajas Blancas, La Paloma, Tomkinson, Rincón del Cerro, La Teja, Tres Ombúes, Pueblo Victoria, Paso de la Arena, Los Bulevares, Santiago Vázquez, Prado, Nueva Savona, Belvedere, Nuevo París, Lezica, Melilla.
- Municipio B: Ciudad Vieja, Centro, Barrio Sur, Cordón, Palermo, Parque Rodó, Aguada, Villa Muñoz, Goes, Retiro, La Comercial, Punta Carretas, Tres Cruces.
- Municipio C: Prado, Nueva Savona,Aguada, Villa Muñoz, Goes, Retiro, La Comercial, Capurro, Bella Vista, Arroyo Seco, Reducto, Atahualpa, Jacinto Vera, La Figurita, Brazo Oriental, Larrañaga, Mercado Modelo, Bolívar, Aires Puros.
- Municipio CH: Punta Carretas, Tres Cruces, Larrañaga, Pocitos, Parque Batlle, Villa Dolores, Buceo, La Blanqueada
- Municipio D: Mercado Modelo, Bolívar, Aires Puros,Castro - Pérez Castellanos, Cerrito de la Victoria, Las Acacias, Casavalle, Barrio Borro, Manga, Toledo Chico, Villa Española, Piedras Blancas, Unión.
- Municipio E: Buceo, La Blanqueada, Unión, Malvín, Malvín Norte, Punta Gorda, Carrasco, Carrasco Norte, Las Canteras.
- Municipio F: Villa Española, Piedras Blancas, Unión, Las Canteras, Bañados de Carrasco, Maroñas, Parque Guaraní, Flor de Maroñas, Punta de Rieles, Bella Italia, Jardines del Hipódromo, Ituzaingó, Villa García, Manga Rural, Manga.
- Municipio G: Belvedere, Nuevo París, Lezica, Melilla, Paso de las Duranas, Peñarol, Lavalleja, Sayago, Conciliación, Colón Sureste, Abayubá, Colón Centro y Noroeste

### Elenco dei quartieri di Montevideo
1. Ciudad Vieja
2. Centro
3. Barrio Sur
4. Cordón
5. Palermo
6. Parque Rodó
7. Punta Carretas
8. Pocitos
9. Buceo
10. Parque Batlle - Villa Dolores
11. Malvín
12. Malvín Norte
13. Punta Gorda
14. Carrasco
15. Carrasco Norte
16. Bañados de Carrasco
17. Maroñas - Parque Guaraní
18. Flor de Maroñas
19. Las Canteras
20. Punta de Rieles - Bella Italia
21. Jardines del Hipódromo
22. Ituzaingó
23. Unión
24. Villa Española
25. Mercado Modelo, Bolívar
26. Castro - Pérez Castellanos
27. Cerrito de la Victoria
28. Las Acacias
29. Aires Puros
30. Casavalle, Barrio Borro
31. Piedras Blancas
32. Manga, Toledo Chico
33. Paso de las Duranas
34. Peñarol - Lavalleja
35. Villa del Cerro
36. Casabó, Pajas Blancas
37. La Paloma, Tomkinson, Rincón del Cerro
38. La Teja
39. Prado - Nueva Savona
40. Capurro, Bella Vista, Arroyo Seco
41. Aguada
42. Reducto
43. Atahualpa
44. Jacinto Vera
45. La Figurita
46. Larrañaga
47. La Blanqueada
48. Villa Muñoz, Goes, Retiro
49. La Comercial
50. Tres Cruces
51. Brazo Oriental
52. Sayago
53. Conciliación
54. Belvedere
55. Nuevo París
56. Tres Ombúes - Pueblo Victoria
57. Paso de la Arena, Los Bulevares, Santiago Vázquez
58. Colón Sureste, Abayubá
59. Colón Centro y Noroeste
60. Lezica, Melilla
61. Villa García, Manga Rural
62. Manga

## Economia

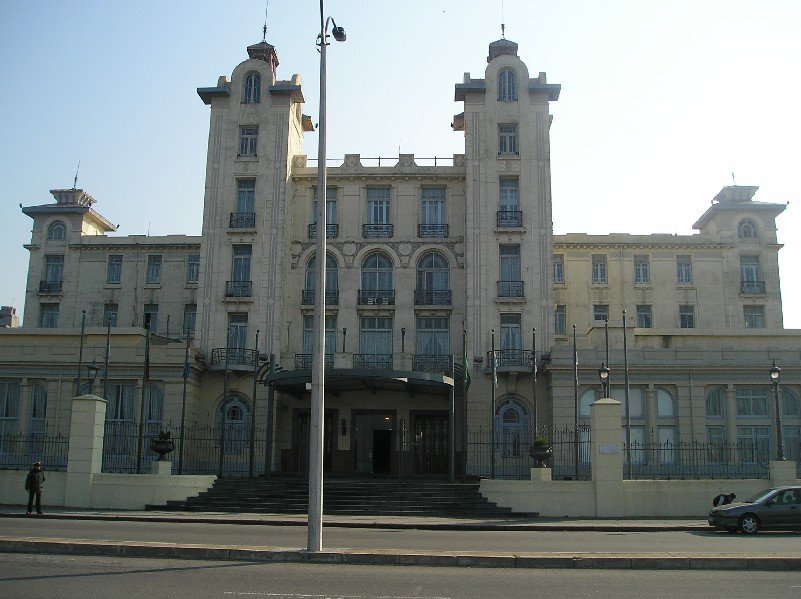
Montevideo, sede di Mercosur (nel Parque Rodó)

Montevideo nacque come un insediamento di modeste dimensioni. Nel 1860 aveva una popolazione di 37 787 persone. Nel 1884 era arrivata a 104 472, fra cui molti immigrati. In questo periodo il commercio divenne la principale fonte di reddito per la città, al punto da rivaleggiare con Buenos Aires. Verso gli inizi del XX secolo, molti europei emigrarono verso la città, e nel 1908, il 30% della popolazione non era nato in Uruguay.
Verso la metà del XX secolo, la dittatura militare e la crisi economica portarono la città ad un declino i cui effetti sono evidenti ancora oggi. Molti contadini ridotti in miseria affollarono la città, in modo particolare nella zona della Ciudad Vieja.
Recentemente, la ripresa economica e legami commerciali più solidi con le altre città del paese ha permesso un rinnovato sviluppo agricolo e speranze in una maggiore prosperità economica per il futuro.
Nel 2004, la città aveva una popolazione di 1 350 000 persone, su un totale di 3 430 000 nell'intero Uruguay . L'area metropolitana ha 1 800 000 abitanti.

## Infrastrutture e trasporti

### Strade

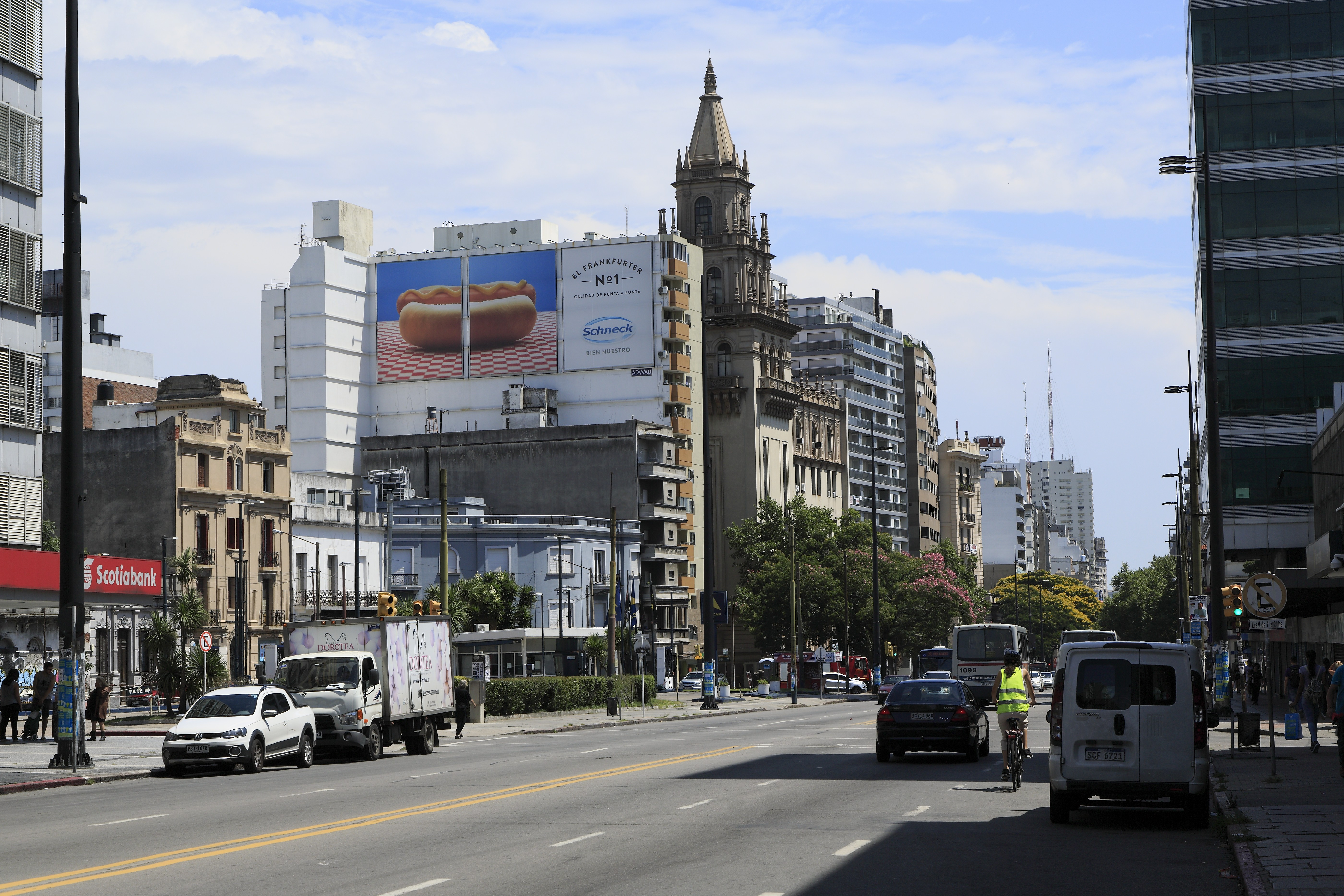
Avenida 18 de Julio

Montevideo e la sua area metropolitana sono il principale snodo stradale del Paese. Dal tessuto urbano si diramano a raggiera una serie di strade statali che uniscono la capitale con l'Ovest, il Nord e l'Est dell'Uruguay sino a giungere ai vari valichi frontalieri con il Brasile. Tra le arterie di comunicazioni più importanti che si diramano da Montevideo spiccano la strada 1 per Colonia del Sacramento, la strada 5 per Tacuarembó ed il Nord, la strada 8 per Minas ed il Nord-est. Plaza de Cagancha è il chilometro zero per tutte le strade nazionali dell'Uruguay.
Il centro della città si sviluppa lungo la celebre Avenida 18 de Julio, arteria commerciale e sede di alcuni importanti edifici pubblici come il Municipio e l'Università. Il tessuto urbano della città è attraversato da alcuni viali a scorrimento veloce, come la Rambla che costeggia la costa dal porto sino ai confini orientali della città, il Bulevar Artigas, che un tempo delimitava l'abitato, o avenida Italia, importante via d'accesso verso i sobborghi orientali e l'aeroporto. 

### Ferrovie
L'area urbana è servita da tre linee suburbane, gestite dalla impresa statale Administración de Ferrocarriles del Estado, che la uniscono con i limitrofi dipartimenti di San José, Florida e Canelones. La città ha anche diverse stazioni ferroviarie tra cui la vecchia stazione Centrale Generale Artigas, un tempo capolinea di tutta la rete ferroviaria uruguaiana, che è stata chiusa al traffico nel 2003 e sostituita dalla nuova stazione centrale.

### Porti
La conformazione della costa ha permesso, fin dai giorni della sua fondazione, di fare di Montevideo un importante porto. Esso è infatti il primo dell'Uruguay, vi passa infatti il 90% del commercio estero, ed è il competitore principale dell'altro grande porto che sorge sul Rio de la Plata, ovvero quello di Buenos Aires. Le banchine del porto, poste a nord della città vecchia, sono protette da due grandi dighe foranee. Tra il 1870 ed il 1930 il porto ha subito notevoli mutazioni ed interventi, causa aumento del traffico navale e tempeste, come quella del 1923. Nell'area attorno al porto sono sorte numerose imprese e fabbriche, legate per lo più alle attività portuali o di importazioni ed esportazioni. La presenza di queste industrie ha però determinato anche una bassa percentuale di residenti nell'area circostante.
Dal porto di Montevideo è attivo un servizio di traghetti verso Buenos Aires. Nel quartiere residenziale di Buceo è presente un porticciolo turistico.

### Aeroporti
L'Aeroporto Internazionale Cesáreo L. Berisso è situato a 5 km ad est della città, presso il sobborgo di Carrasco. È il principale dell'Uruguay in termini di passeggeri e merci e vanta un moderno terminal inaugurato nel 2009.

## Amministrazione

### Gemellaggi
| Africa - El Aaiún, Sahara Occidentale (2009) America - Santa Fe - Berisso, Argentina (2011) - Córdoba, Argentina (1997) - Hurlingham, Argentina (1997) - La Plata, Argentina (1994) - Mar del Plata, Argentina (2009) - Rosario, Argentina (1998) - Cochabamba, Bolivia (2005) - Coroico, Bolivia (2009) - La Paz, Bolivia (2006) | - Santa Cruz de la Sierra, Bolivia (2004) - Brasilia, Brasile (1997) - Rio de Janeiro, Brasile (1997) - Mississauga, Canada (1998) - Arica, Cile (2009) - Cali, Colombia (2009) - Tumaco, Colombia (2009) - Talamanca, Costa Rica (2009) - La Habana, Cuba (2006) - Esmeraldas, Ecuador (2009) - Port-au-Prince, Haiti (2007) - Bluefields, Nicaragua (2009) - Tambo de Mora, Perù (2009) | - Cumaná, Venezuela (2009) - Libertador, Venezuela (2001) Asia - Wuhu, Cina (2008) Europa - Marina di Camerota, Italia - Marsico Nuovo, Italia (2007) - Satriano di Lucania, Italia (2014) - Tito, Italia (2007) - Breslavia, Polonia (2010) - Barcellona, Spagna (1985) - Cadice, Spagna (2008) - Madrid, Spagna (1982) |

## Sport
Montevideo ha alle spalle un'importante tradizione sportiva. In città hanno sede alcune delle società sportive più titolate dell'Uruguay e dell'intero Sudamerica.

### Calcio
Le principali società calcistiche uruguaiane hanno sede a Montevideo e molte di esse prendono parte alla massima serie di calcio. I club montevideanos più famosi sono il Peñarol (vincitore di 51 titoli nazionali, 5 coppe Libertadores e 3 coppe Intercontinentali) ed il Nacional (vincitore di 48 titoli nazionali, 3 coppe Libertadores e 3 coppe Intercontinentali). Altre squadre sono il Liverpool, il Central Español (vincitore di un titolo nazionale), il Montevideo Wanderers (vincitore di tre titoli nazionali), il Fénix, il Cerrito, il River Plate, il Danubio (vincitore di quattro titoli nazionali), il Cerro, il Defensor Sporting (vincitore di quattro titoli nazionali), il Rampla Juniors (vincitore di un titolo nazionale), il Bella Vista (vincitore di un titolo nazionale), il Progreso (vincitore di un titolo nazionale) e il Racing. A Montevideo ha sede una delle polisportive più famose del paese: l'Urunday Universitario.

### Impianti sportivi

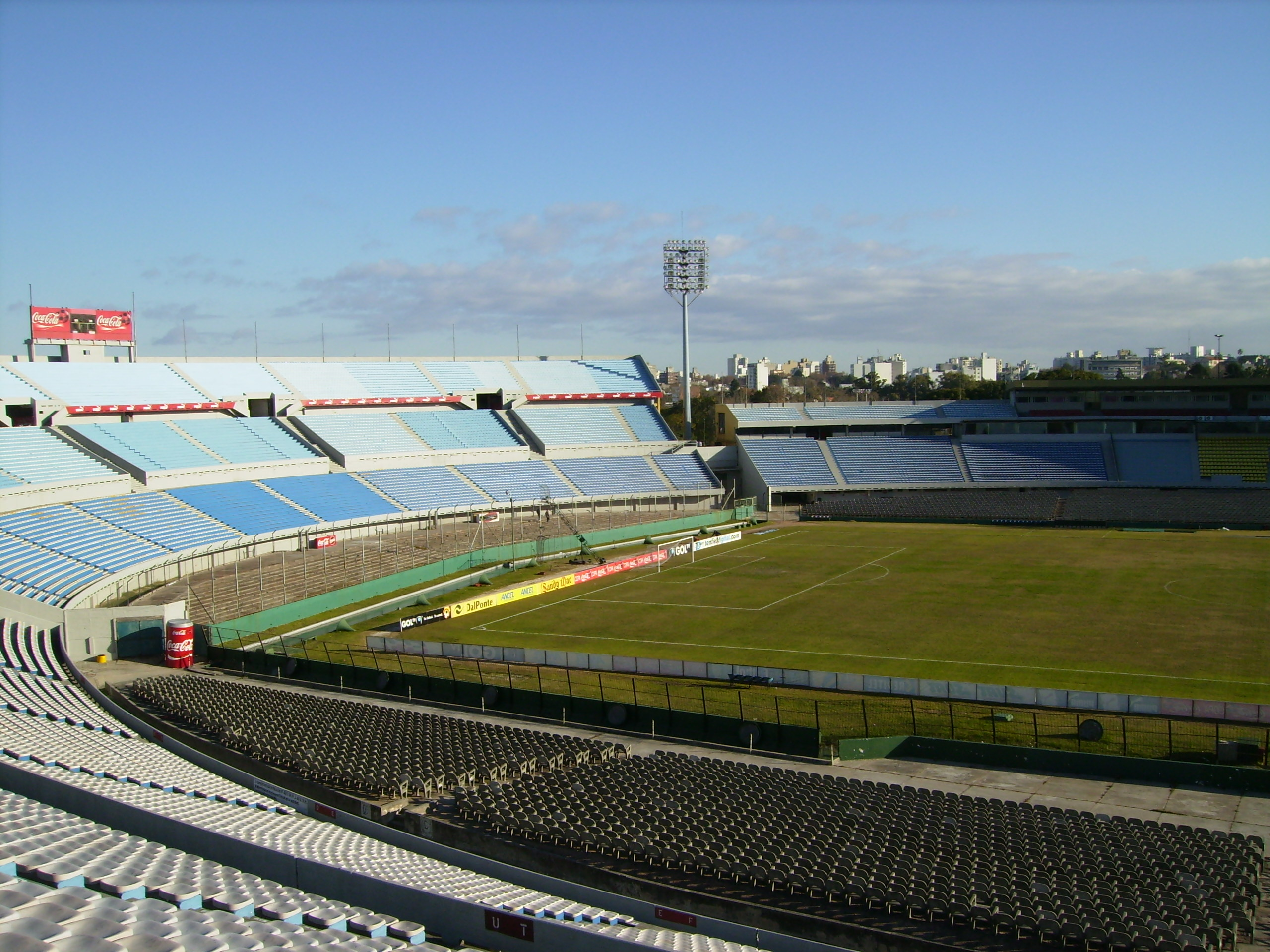
Lo stadio del Centenario. Ospitò il primo campionato mondiale di calcio (1930).

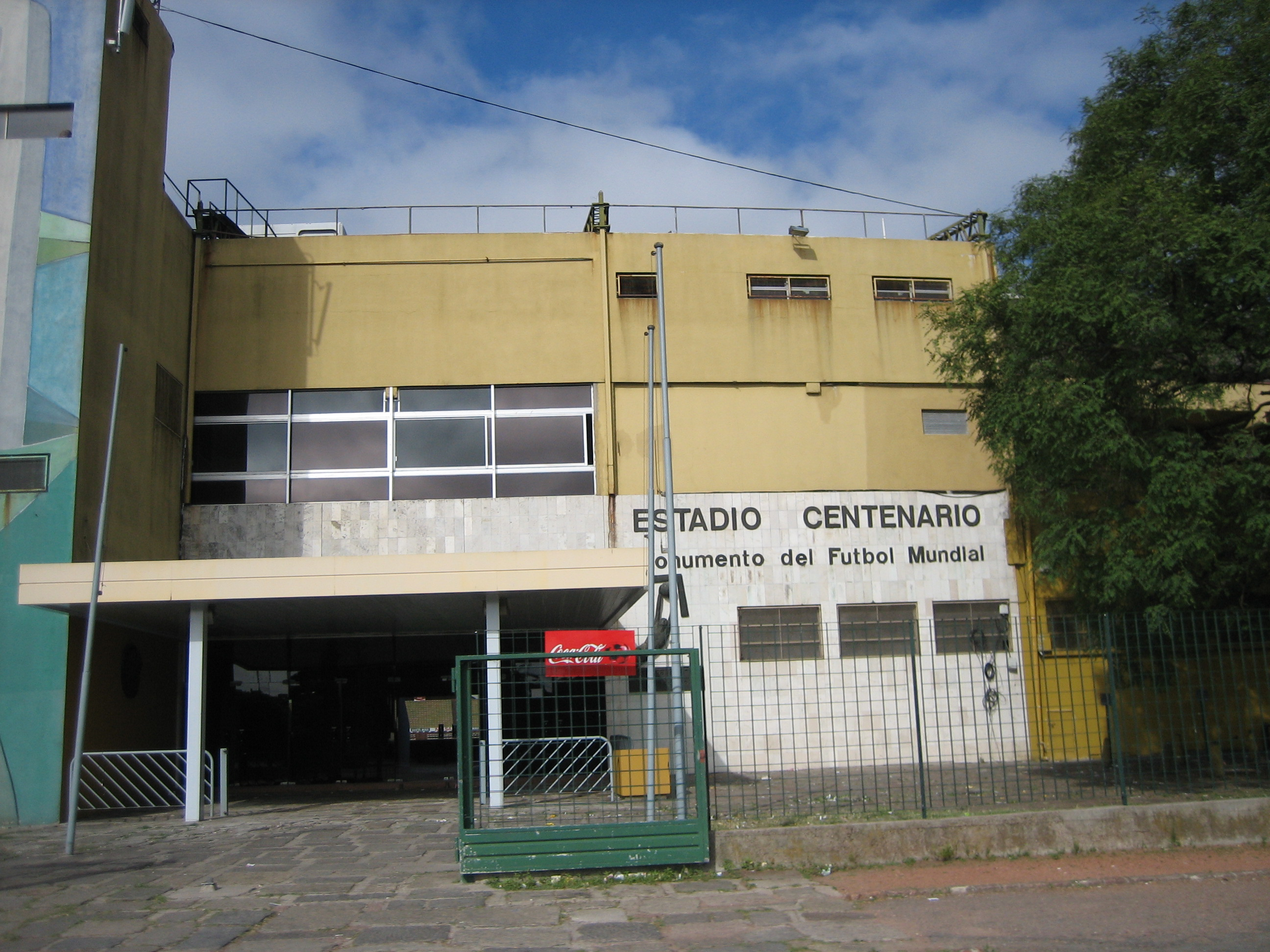
Un ingresso dello Stadio del Centenario, "monumento del calcio mondiale"

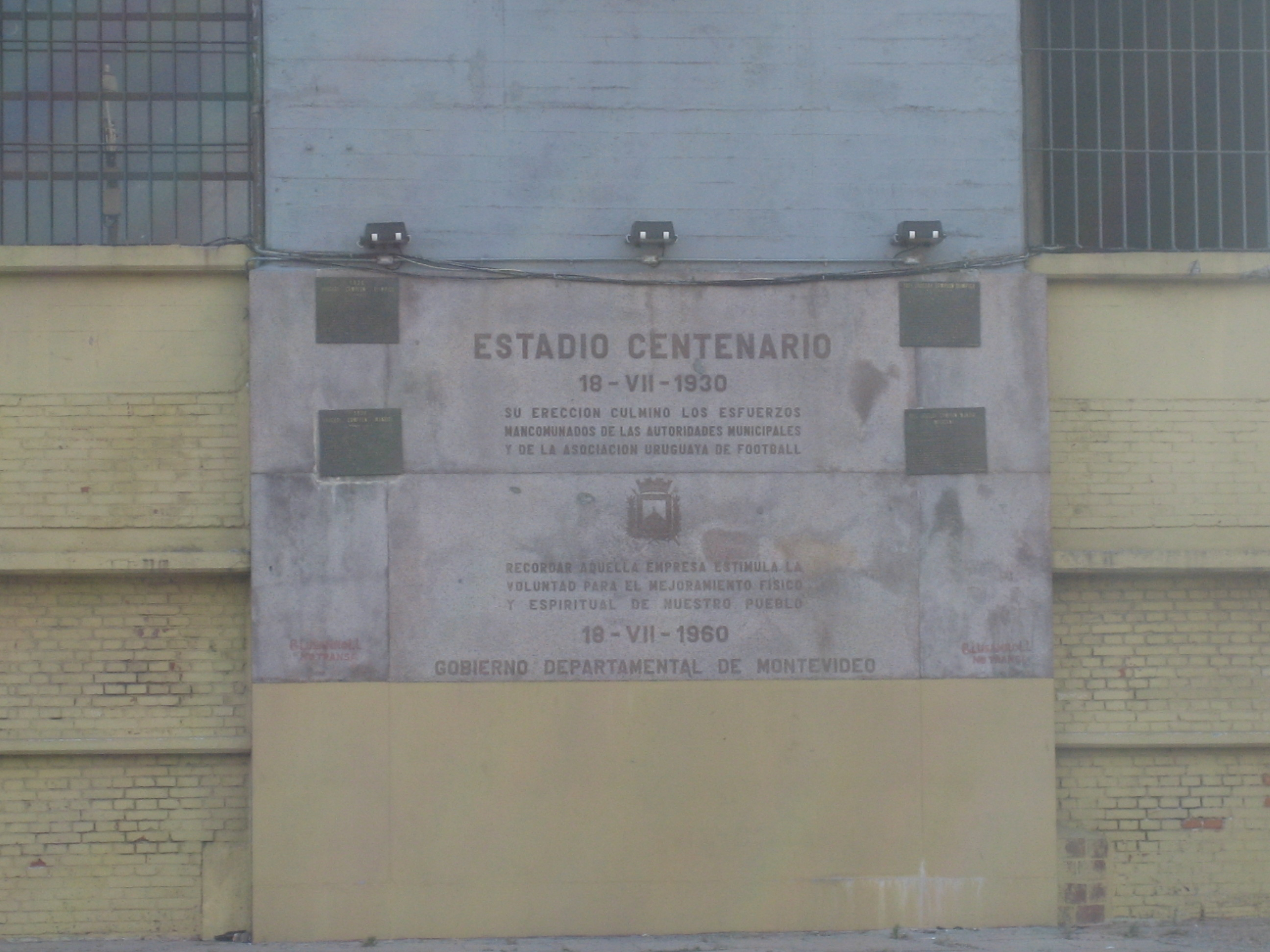
Iscrizione all'ingresso dello Stadio del Centenario

Il principale impianto sportivo è lo Stadio del Centenario, dove fu disputata, nel 1930, la prima finale di Coppa del Mondo di calcio, finale vinta dall'Uruguay per 4 a 2 contro l'Argentina. Lo stadio approssimativamente possiede una capienza di 60 235 spettatori ed è stato insignito dalla FIFA del titolo di "stadio storico".